# Berthe Art
 (janvier 2019).
Berthe Art, née à Bruxelles le 26 décembre 1857 et morte à Saint-Gilles le 27 février 1934, est une artiste peintre belge qui a peint principalement des natures mortes au pastel.

## Biographie

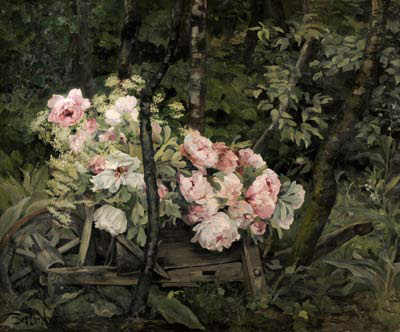
La Brouette fleurie

Berthe Constance Ursule Art est née à Bruxelles le 26 décembre 1857, dans une famille aisée. Son père est Ferdinand Art et sa mère Constance Luc
Comme elle est intéressée par la peinture, ses parents lui font rencontrer des artistes pour qu'ils la conseillent,  parmi eux, les paysagistes tels que Marie Collart et Franz Binjé.
Berthe Art est élève d'Alfred Stevens, à Paris, dont elle fréquente l'atelier pendant une dizaine d'années. Là-bas, elle se spécialise dans la représentation de fleurs et de natures mortes, toutes deux élaborées à la peinture à l'huile et au pastel. Ses peintures sont parfois qualifiées de "natures mortes accessoires", en raison des représentations d'antiquités, de bibelots et de bibelots.
Berthe Art excelle dans le pastel et participe, avec succès, à de nombreuses expositions en Belgique et à l'étranger. Elle allie l'élégance, la perception distinguée et une vigueur d'expression et de coloris ; il y a dans l'établissement des nuances une finesse recherchée. Jamais elle ne cherche à masquer les traces de pastel, donnant à son coup de crayon une force altière. 
Elle participe à des expositions dès 1880, en Belgique et à l'étranger : à Londres (Royal Academy, 1896-1898), à Paris (Salon, 1888-1906) et à Munich (Spiegelpalast, 1908),. En 1900, elle participe à la rétrospective de l'art belge en 1905. 
Elle participa à la création du Cercle des aquarellistes et des pastellistes de Belgique, en 1899. Berthe Art est une des cofondatrices du Cercle des femmes peintres dont Alice Ronner est également membre. Le Cercle est actif entre 1888 et 1893 et organise quatre expositions.  
Bertjhe Art donne aussi des cours de dessin et d'aquarelle aux jeunes filles aisées. Le peintre français Roger Parent, qui était logé par Berthe Art à Bruxelles, a fait d'elle un portrait conservé au Musée d'Ixelles,.  
Berthe Art décède à Saint-Gilles le 26 février 1934. 
La Bourse Berthe Art, alimentée grâce à un legs de l'artiste, est attribuée annuellement à un jeune artiste.
Ses œuvres font partie des collections du Musée royal des Beaux-arts d'Anvers (es aras bleus), des Musées royaux des Beaux-arts de Belgique (Les pavots rouges),  du Broelmuseum) à Courtrai et du Musée des Beaux-arts de Mons, au Musée Boijmans Van Beuningen à Rotterdam (Nature morte avec fleurs)ainsi que des collections de l'État belge.

## Prix et distinctions
- Officier de l'ordre de la Couronne[1]
- Chevalier de l'ordre de Léopold (1906)[1]